# FIFA International Soccer
FIFA International Soccer es un videojuego de fútbol de 1993 desarrollado por el equipo de Extended Play Productions de Electronic Arts Canadá y publicado por Electronic Arts (EA).  El juego fue comercializado en diciembre de 1993 para la plataforma Mega Drive y en 1994 fue adaptado para muchas otras consolas y sistemas.
El juego recibió una evaluación positiva de parte de los críticos; en particular se alabaron el detalle y la animación de los jugadores de fútbol en la pantalla de juego, los efectos de sonido de los espectadores y la presentación en general. Los puntos débiles del juego observados estaban relacionados con su velocidad y la velocidad de respuesta a los comandos que da el jugador. El juego se vendió con éxito, se lo vendió como parte del paquete de comercialización para las consolas 3DO, y fue seguido por el FIFA Soccer 95. Fue el primero de la serie de juegos FIFA.

## Legado
En julio de 1994 le siguió el juego FIFA 95, que fue comercializado inicialmente solo para la plataforma Mega Drive. Ello dio comienzo a la FIFA series, mediante el cual cada año se comercializa un nuevo juego de la saga, junto con juegos anexos basados en un torneo específico. Las ventas de la serie sobrepasaron los 100 millones en el 2010, y la licencia de EA para utilizar el nombre FIFA se extiende hasta 2022.

## Selecciones
| Confederación     | Selección          |
| ----------------- | ------------------ |
|                   | Alemania           |
| Austria           |                    |
| Bélgica           |                    |
| Bulgaria          |                    |
| Dinamarca         |                    |
| Escocia           |                    |
| España            |                    |
| Francia           |                    |
| Gales             |                    |
| Grecia            |                    |
| Hungría           |                    |
| Inglaterra        |                    |
| Irlanda           |                    |
| Irlanda del Norte |                    |
| Israel            |                    |
| Italia            |                    |
| Luxemburgo        |                    |
| Noruega           |                    |
| Países Bajos      |                    |
| Polonia           |                    |
| Portugal          |                    |
| República Checa   |                    |
| Rumanía           |                    |
| Rusia             |                    |
| Suecia            |                    |
| Suiza             |                    |
| Turquía           |                    |
| Ucrania           |                    |
| Conmebol          | Argentina          |
| Conmebol          | Bolivia (S)        |
| Conmebol          | Brasil             |
| Conmebol          | Chile              |
| Conmebol          | Colombia           |
| Conmebol          | Uruguay            |
| Concacaf          | Canadá             |
| Concacaf          | Estados Unidos     |
| Concacaf          | México             |
| Caf               | Argelia            |
| Caf               | Camerún            |
| Caf               | Costa de Marfil    |
| Caf               | Marruecos          |
| Caf               | Nigeria            |
| Afc               | Arabia Saudita (S) |
| Afc               | China              |
| Afc               | Corea del Sur (S)  |
| Afc               | Hong Kong          |
| Afc               | Irak               |
| Afc               | Japón              |
| Afc               | Catar              |
| Ofc               | Australia          |
| Ofc               | Nueva Zelanda      |
| Otros             | Fantasy club       |

(S) Solo disponible en la versión de SNES